# Apple 三里屯

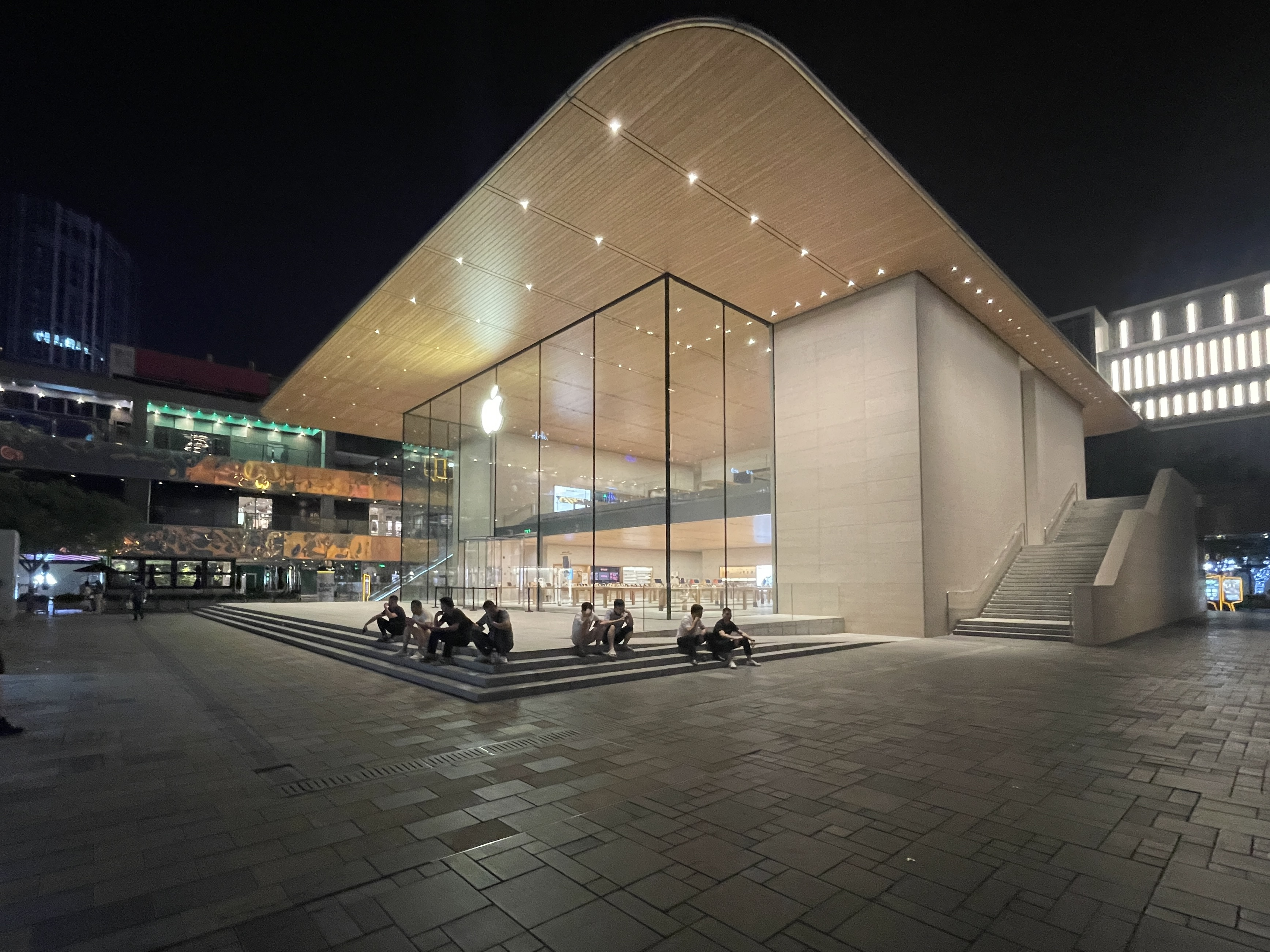
新Apple 三里屯（2023年）

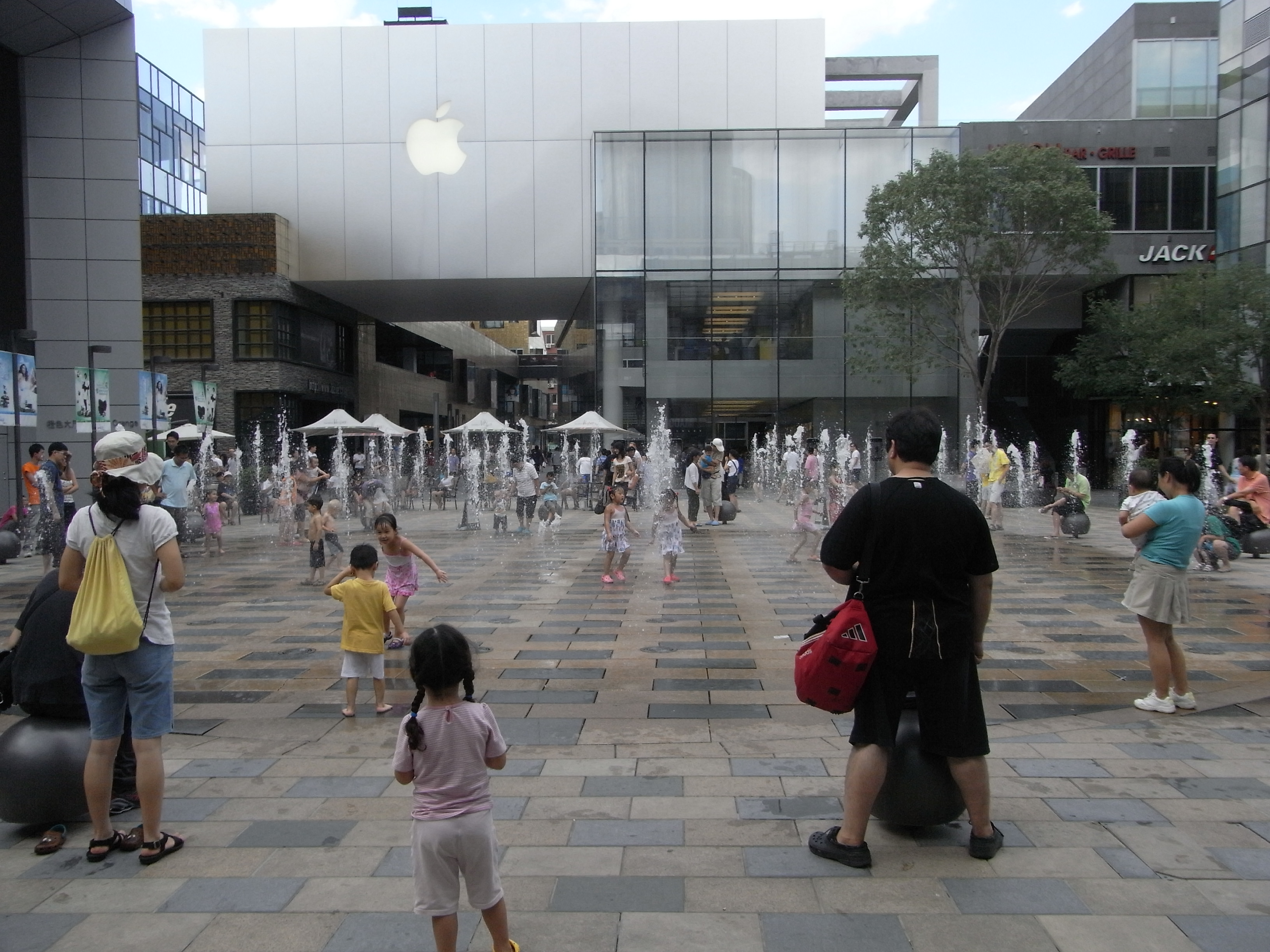
旧Apple 三里屯（2010年）

Apple 三里屯原名三里屯Apple Store，是苹果公司在中国大陆北京市三里屯太古里开设的一间Apple Store零售店。它是中华人民共和国第一家Apple Store，也是亚太地区第二家店面。2008年7月19日，Apple 三里屯开业。该店建筑面积995平方米，共三层楼，拥有初代Apple Store经典的不锈钢、玻璃外墙与铝合金内饰搭配的设计风格。
2020年7月10日，苹果公司公布新Apple 三里屯将很快开幕，7月15日公布原店于2020年7月15日20:00结束运营，新Apple 三里屯将于2020年7月17日10:00启用。新店位于旧店的旁边，目前营业时间为周一到周日10:00-22:00，提供苹果在中国大陆发行产品的体验和购买、Genius Bar天才吧、Today at Apple讲座等服务。

## 设计
原Apple 三里屯采用的是史蒂夫·乔布斯与苹果零售业务高级副总裁罗恩·琼森共同打造的设计方案。相同的设计风格也被运用于Apple Fifth Avenue、Apple 银座等店面也被采用。在外观上，Apple 三里屯采用了玻璃幕墙与不锈钢混搭的设计，Apple标志位于不锈钢体块上。店内零售区域共两层，第一层用于展示苹果全线产品，第二层则作为展示配件、Genius Bar天才吧和技术支持的区域。二层之间用苹果标志性的磨砂玻璃楼梯连接。店内墙体与立柱使用了铝合金进行包裹装饰。在设计风格上，Apple 三里屯保持了与苹果产品简约设计的高度统一。墙面上除了连续的产品广告图片外没有任何其余物品。店内展示桌为专门订制，没有任何赘余装饰。店内没有打折促销海报、宣传册或者收银台。
新Apple 三里屯是由福斯特建筑事务所设计，新店店面面积是原来的两倍，提供新Apple Store均具有的Forum 互动坊，及少数Apple Store零售店拥有的Boardroom 商谈室。新Apple 三里屯二楼还特别设置有Viewing Gallery 景廊，供访客休息观景。新建筑顶部拥有中国零售店首个集成式太阳能阵列，可直接为零售店供电。

## 大事件
- 2008年7月19日，Apple 三里屯作为中国第一家Apple Store开业。
- 2011年5月6日，Apple 三里屯店外排队顾客与店员发生肢体冲突，导致四名顾客受伤，店面钢化玻璃门被挤碎，店面临时关闭。[6]
- 2012年1月13日，Apple 三里屯在iPhone 4S发售时店外“黄牛”之间发生激烈冲突导致取消发售。[7]
- 2020年7月15日20:00，Apple 三里屯旧店结束运营。7月16日，Apple 三里屯休息一天。7月17日10:00，全新的Apple 三里屯开幕。（页面存档备份，存于）

在Apple 三里屯开业后，它始终是中国大陆地区Apple Store的一个象征，因而除了iPhone 8发售外，在历代iPhone发售日都有粉丝连夜排队购买。